# Playa de Canallave
La playa de Canallave es un arenal situado en el municipio de Piélagos, en la comunidad autónoma de Cantabria, España. Se localiza junto al parque natural de las Dunas de Liencres.